# ザムトゲマインデ・オルデンドルフ
ザムトゲマインデ・オルデンドルフ (Samtgemeinde Oldendorf) は、ドイツ連邦共和国ニーダーザクセン州シュターデ郡にかつて存在していたザムトゲマインデ（集合自治体）である。このザムトゲマインデは1972年7月にブルヴェク、エストルフ、ハインボッケル、クラーネンブルク、オルデンドルフを構成自治体として発足した。2014年1月1日にザムトゲマインデ・ヒンメルプフォルテンと合併し、ザムトゲマインデ・オルデンドルフ＝ヒンメルプフォルテンが成立した。